# Colchagua (provins)
Provincia de Colchagua är en provins i Chile.   Den ligger i regionen Región de O'Higgins, i den södra delen av landet, 160 km sydväst om huvudstaden Santiago de Chile. Antalet invånare är 210 528. Arean är 5 678 kvadratkilometer.
Terrängen i Provincia de Colchagua är huvudsakligen kuperad, men österut är den bergig.
Provincia de Colchagua delas in i:
- Chépica
- Chimbarongo
- Lolol
- Nancagua
- Palmilla
- Peralillo
- Placilla
- Pumanque
- San Fernando
- Santa Cruz

Trakten runt Provincia de Colchagua består till största delen av jordbruksmark. Runt Provincia de Colchagua är det glesbefolkat, med 19 invånare per kvadratkilometer.